# Jonas Albert Jonsson
Jonas Albert Jonsson, född 13 februari 1880 i Västra Ryd, Stockholms län, död 15 juli 1962 i S:t Matteus församling, Stockholm, var en svensk skådespelare.

## Filmografi
- 1946 – Försök inte med mej ..!
- 1950 – Åsa-Nisse på jaktstigen
- 1950 – När kärleken kom till byn
- 1951 – Frånskild
- 1953 – Ursula – flickan i finnskogarna
- 1954 – Skrattbomben